# Petrovce nad Laborcom
Petrovce nad Laborcom est un village de Slovaquie situé dans la région de Košice.

## Histoire
Première mention écrite du village en 1254.

## Démographie

### Évolution de la population
| Année:               | 1994. | 2004.   | 2014.   | 2024.    |
| -------------------- | ----- | ------- | ------- | -------- |
| Nombre de personnes: | 887   | 966     | 1018    | 1128     |
| Différence:          |       | +8,90 % | +5,38 % | +10,80 % |

| Année:               | 2023. | 2024.   |
| -------------------- | ----- | ------- |
| Nombre de personnes: | 1107  | 1128    |
| Différence:          |       | +1,89 % |

## Politique
| Nom           | Parti politique      | Date de l'élection | Fin du mandat |
| ------------- | -------------------- | ------------------ | ------------- |
| Štefan Rovňák | Candidat indépendant | 02.12.2006         | Déc. 2010     |